# Districte Central (Israel)
El districte Central és un dels sis Districtes d'Israel. La capital és Ramla. Té una superfície de 1.276 km² i una població d'1.610.900 habitants (31/12/2004).
Està dividit en quatre subdistrictes:
- Xaron
- Pétah Tiqvà
- Ramla
- Rehobot

## Poblacions
| Subdistricte | Ciutats | Consells locals                                                                             | Consells regionals                                          |
| ------------ | --- | ------------------------------------------------------------------------------------------- | ----------------------------------------------------------- |
| Pétah Tiqvà  | - Elad - Hod ha-Xaron - Kafr Qasim - Kfar Saba - Guivat Shmuel - Pétah Tiqvà - Ra'anana - Roix ha-Àyin - Yehud-Monosson | - Gané Tiqvà - Givat Xemuel - Jaljulye - Kafar Bara - Kokhav Yaïr - Ramot ha-Xavim - Savyon | - Drom ha-Xaron - Hével Modiín                              |
| Ramla        | - Lod - Modiin-Maccabim-Reut - Ramla                                                                                    | - Beer Yaaqov - Bet Dagan - Xoham                                                           | - Émeq Lod - Guèzer                                         |
| Rehobot      | - Ness Tsiona - Rehobot - Rixon le-Tsiyyon - Yavne                                                                      | - Bené Ayix - Gan Yavne - Guederà - Mazkeret Batya - Qiryat Eqron                           | - Brenner - Gan Rave - Guederot - Nahal Soreq - Hevel Yavne |
| Xaron        | - Netanya - Tira - Tayibe - Qalansawe - Kfar Yona                                                                       | - Elyakhin - Even Yehudà - Kefar Yonà - Pardesiyyà - Tel Mond - Zemer - Tsoran-Qadima       | - Costa de Saron - Émeq Héfer - Lev ha-Xaron                |